# Typocerus serraticornis
Typocerus serraticornis là một loài bọ cánh cứng trong họ Cerambycidae.